# SC Düdingen
SC Düdingen is een Zwitserse voetbalclub uit Düdingen, een plaats in het kanton Freiburg. De club werd in 1924 opgericht en komt uit in de amateurklassen. De traditionele kleuren zijn rood en wit.

## Geschiedenis
In 1924 werd de vereniging opgericht onder de naam Fussballklub Düdingen. In 1944 werd de naam gewijzigd naar de huidige. Het duurde tot en met 1979 voordat promotie naar de 1. Liga (huidige Promotion League) werd bereikt. Het avontuur op het hoogste amateurniveau duurde slechts één jaar.
Het lukte SC Düdingen om in 1995 opnieuw naar de derde klasse te promoveren. Na vier seizoenen eindigden de rood-witten op een degradatieplaats, maar kon wel blijven acteren in de 1. Liga na een verplichte degradatie van een andere club.
Voor de nationaal ingerichte Promotion League in 2012 kon SC Düdingen zich niet kwalificeren. In feite degradeerde het hiermee indirect naar het vierde niveau, al bleef de competitie wel 1. Liga heten. In 2014 werd op een haar na promotie misgelopen, in de finalewedstrijd tegen FC Rapperswil-Jona werd twee keer gelijkgespeeld (1-1 thuis, 0-0 uit), waardoor de uitdoelpuntenregel de doorslag gaf aan laatstgenoemde.